# Luka Lončar
Pour les articles homonymes, voir Petkovic.
Luka Lončar, né le 26 juin 1987 à Zagreb, est un poloïste international croate.

## Palmarès

### En sélection
- Croatie
  - Jeux olympiques :
    - Médaille d'argent : 2016.

  - Championnat du monde :
    - Finaliste : 2015.
    - Troisième : 2013.

  - Jeux méditerranéens :
    - Vainqueur : 2013.